# Tweetbuzz
Tweetbuzz（つうぃーとばず）は、Twitterのつぶやきをリアルタイムに収集し「いま」旬のサイトがわかるWebサービスである。

## 概要
Tweetbuzzは、Twitterのつぶやきをリアルタイムで収集し人気のあるサイトをランキング形式で表示するTwitter関連サービスとして2009年10月にリリースされた。
TweetBuzzの最大の特徴はTwitterのつぶやき（日本語情報）を自動で収集し、つぶやき中に含まれるURL情報を収集、収集したURLをカテゴリ分けするので興味のあるジャンルを定点観測すればリアルタイムで旬の情報を得られる。

## 類似サービス
海外では以下にあげられるサービスがTweetbuzzと類似したサービスとして有名
- Tweetmeme
- Topsy